# Bobby Witt Jr.
Robert Andrew Witt Jr. (Colleyville, 14 juni 2000) is een Amerikaans professioneel honkbalspeler voor de Kansas City Royals in de Major League Baseball. Hij speelt als korte stop. Hij werd in de Major League Baseball draft van 2019 als tweede geselecteerd. Hij maakte in 2022 zijn debuut in de MLB. Bobby Witt Jr. is de zoon van Bobby Witt, die 16 seizoenen in de MLB speelde. Zijn oom (de broer van zijn vader), Mike Witt, speelde 12 seizoenen in de MLB.

## Professionele carrière

### Draft & Minor League
Bobby Witt Jr. werd in de Major League Baseball draft van 2019 als tweede geselecteerd door de Kansas City Royals. Na zich eerder te hebben gecommitteerd aan de University of Oklahoma, besloot Witt Jr. bij de Royals te tekenen. Hij ontving een tekenbonus van $7.79 miljoen. Hij maakte zijn professionele debuut bij de Arizona League Royals, dit uitkomen op Rookie-niveau. Daar behaalde hij in 37 wedstrijden een slaggemiddelde van .262 met 27 RBIs. In 2020 speelde Witt geen wedstrijden, doordat het seizoen door de COVID-19 pandemie werd stilgelegd. Witt begon het seizoen 2021 bij de Northwest Arkansas Naturals, die uitkomen op Double-A niveau. Na 61 wedstrijden had Witt een slaggemiddelde van .295, met 16 homeruns en 51 RBIs, waarop Witt werd gepromoveerd naar Omaha  Storm Chasers, die op Triple-A niveau uitkomen. Daar speelde hij 62 wedstrijden in 2021.

### Kansas City Royals
Op 7 april 2023 maakte Witt, in de eerste wedstrijd van het seizoen, zijn debuut in de MLB bij de Kansas City Royals. In zijn eerste seizoen in de MLB behaalde hij een slaggemiddelde van .276 en had hij de meeste driehonkslagen van de MLB, met 11 driehonkslagen.
Op 6 februari 2024 tekende Witt een elfjarig contract met een waarde van $377 miljoen, waarvan de eerste acht jaar en $288.7 miljoen gegarandeerd zijn. Dit is het grootste contract (in absolute waarde) in de geschiedenis van de Kansas City Royals.